# Mezoterapia
Mezoterapia (gr. mesos - "środek",  therapeia - "terapia"), zwana również  intradermoterapia  - działający miejscowo niechirurgiczny zabieg polegający na dostarczeniu bezpośrednio do skóry właściwej substancji leczniczych, regenerujących lub odżywczych. Mezoterapia jest skuteczną metodą podawania leków, substancji odżywczych, witamin czy kwasu hialuronowego. W zależności od podawanych substancji, mezoterapia spełnia różne funkcje - lecznicze, odżywcze i regenerujące.

## Rodzaje
Wyróżnia się kilka różnych rodzajów zabiegów określanych tą nazwą, jednak nie ma zgody czy wszystkie z nich są odmianami mezoterapii, czy osobnymi zabiegami:

### Mezoterapia igłowa
Mezoterapia igłowa jest najstarszą metodą mezoterapii, polegającą na podawaniu substancji czynnych za pomocą iniekcji śródskórnych lub podskórnych. Zabieg ten może być wykonywany za pomocą różnych technik, w tym technik manualnych, z użyciem linijnych lub kołowych multiiniektorów, czy za pomocą mechanicznego pistoletu do mezoterapii, który pozwala na precyzyjne ustalenie głębokości wstrzyknięcia i objętości roztworu iniekcyjnego.W mezoterapii igłowej wykorzystuje się sterylne, jednorazowe igły o długości od 4 do 13 mm i grubości 27 G do 32 G. Iniekcje można wykonywać różnymi metodami, w tym metodą śródnaskórkową, techniką mikropęcherzyków, techniką nappage czy punktowo, w zależności od celu zabiegu i obszaru ciała.

### Mezoterapia bezigłowa
Mezoterapia bezigłowa, znana również jako elektrofonoporacja, to metoda stosowana w profesjonalnej kosmetologii, która umożliwia zwiększenie transportu substancji biologicznie aktywnych przez naskórek.
Głównym celem mezoterapii bezigłowej jest zintensyfikowanie przenikania substancji aktywnych do wnętrza skóry i komórek. Zabieg ten może wykorzystywać różne technologie, takie jak elektroporacja, jonoforeza, sonoforeza, fale radiowe RF oraz światłoterapia.
- Elektroporacja (mezoporacja): Elektroporacja to technika, która wykorzystuje pole elektromagnetyczne do tworzenia kanałów (elektroporów) w błonie komórkowej. Te kanały umożliwiają transport substancji z przestrzeni zewnątrzkomórkowej do wnętrza komórki, zwiększając przepuszczalność tkanek za pomocą krótkich impulsów prądu. Proces ten jest przejściowy i odwracalny[6].
- Ultradźwięki: Ta technika wykorzystuje energię mechaniczną ultradźwięków do zwiększenia metabolizmu komórkowego i minimalnego podniesienia temperatury tkanki. Mechaniczne drgania, generujące energię cieplną, rozluźniają wiązania międzykomórkowe, co sprzyja transportowi składników aktywnych. Zastosowanie znajduje w różnych częstotliwościach, od 1 do 3 MHz[6].
- Fale radiowe RF (radiofrequency): Fale radiowe, nazywane również diatermią krótkofalową, wykorzystują określone częstotliwości radiowe i długości fal (np. 13,56 MHz, 22,12 m) do stymulacji fibroblastów do produkcji nowych włókien kolagenowych. Proces ten zachodzi pod wpływem temperatury, a skuteczność jest związana z wykorzystanymi parametrami[6].
- Światłolecznictwo: W niektórych urządzeniach mezoterapii bezigłowej stosuje się promieniowanie podczerwone o długości fali od 700 do 1400 nm. Efekt ciepła w tkankach zwiększa energię kinetyczną, podnosi temperaturę, rozszerza naczynia włosowate, a tym samym zwiększa przepływ krwi i stymuluje przemianę materii, odżywiając i dotleniając komórki[6].

### Mezoterapia mikroigłowa
Mezoterapia mikroigłowa, znana również jako terapia dermarollerem lub mezorollerem, to technika kosmetologiczna, która polega na wykonywaniu mikronakłuć w skórze (o długości 0,25-2 mm) w celu pobudzenia i regeneracji włókien kolagenu i elastyny. Dzięki mechanicznej stymulacji, proces ten prowadzi do odnowy i regeneracji naskórka. Mikronakłucia pobudzają skórę do reakcji naprawczych, umożliwiając głębokie wprowadzenie wybranych preparatów. Metoda ta jest często stosowana w leczeniu różnych problemów skórnych, takich jak rozstępy, cellulit, czy wiotkość skóry.

## Historia
Początki mezoterapii sięgają roku 1952, kiedy to francuski lekarz Michel Pistor po raz pierwszy zastosował prokainę w zaburzeniach słuchu, stosując wielokrotne, powierzchowne iniekcje wokół małżowiny usznej. Nazwę "mezoterapia" wprowadził sam Pistor, określając tym samym metodę leczenia schorzeń tkanek pochodzących z mezodermy.
W 1964 roku Pistor założył Francuskie Towarzystwo Mezoterapii i rozszerzył technikę na leczenie ogólnomedyczne, weterynaryjne i kosmetyczne. W 1987 roku Francuska Narodowa Akademia Medycyny oficjalnie uznała mezoterapię za specjalność medyczną. W międzyczasie mezoterapia zyskała popularność w większości krajów Europy, Ameryki Południowej, a także w Stanach Zjednoczonych i krajach azjatyckich. Pistor zmarł w 2003 roku, a wielu mezoterapeutów na świecie uważa go za "ojca mezoterapii", co stanowiłoby stosowny hołd dla jego pionierskiej pracy.
Dzisiaj mezoterapia jest popularną metodą w medycynie estetycznej i medycynie konwencjonalnej stosowaną do różnych celów. Różne techniki mezoterapii, takie jak igłowa, bezigłowa i mikroigłowa, pozwalają dostosować procedurę do indywidualnych potrzeb i preferencji pacjenta.

## Wskazania
W medycynie konwencjonalnej
- medycyna sportowa: w leczeniu sportowców, technika ta może być wykorzystywana do leczenia uszkodzeń ścięgien i więzadeł, pomagając w szybszym powrocie do pełnej sprawności fizycznej[9].
- chirurgia: mezoterapia może również przyspieszać procesy gojenia ran po zabiegach chirurgicznych oraz być wykorzystywana w terapii owrzodzeń i oparzeń[9].
- internistyka: stosowanie mezoterapii w leczeniu przewlekłych stanów zapalnych, przewlekłych zespołach bólowych oraz w leczeniu otyłości ukazuje jej wszechstronność i możliwość zastosowania w różnych stanach chorobowych[10][11].
- psychiatria: może być wykorzystywana w terapii stanów lękowych i depresji[12][13][9].

W medycynie estetycznej
- zwiotczenie skóry (skóra sucha odwodniona),
- profilaktyka przeciwzmarszczkowa (drobne zmarszczki)[14],
- rozstępy,
- cellulit,
- nadmierne wypadanie włosów, pierwsze oznaki łysienia[15].

## Przeciwwskazania
- wskaźnik masy ciała (body mass index - BMI) powyżej 30,
- nadwrażliwość na którykolwiek ze składników,
- ciąża, okres karmienia piersią,
- menstruacja,
- alergia, uczulenie na składniki zawarte w preparatach, lub środkach przeciwbólowych
- cukrzyca, w szczególności nieunormowana,
- opryszczka i inne wirusowe, grzybicze i bakteryjne infekcje skóry, a także stany zapalne,
- choroby nowotworowe w trakcie leczenia,
- przyjmowanie leków przeciwkrzepliwych (m.in. kwasu acetylosalicylowego, heparyny, acenokumarolu),
- skłonności do blizn i zwłóknień,
- zaburzenia wątroby i nerek,
- AIDS,
- zaburzenia drgawkowe,
- toczeń rumieniowaty,
- wiek pacjenta poniżej 18 lat (w szczególnych przypadkach granica ta może zostać obniżona)[7][6].

## Mechanizm działania
W mezoterapii igłowej wstrzykiwanie substancji leczniczych i regenerujących w okolice miejsca poddawanego leczeniu ma dwojakie działanie:
- Po pierwsze – miejscowe podanie preparatów maksymalizuje skuteczność ich działania, jednocześnie redukując obciążenie nerek i wątroby, które ma miejsce przy doustnym podawaniu leków.
- Po drugie – wywołane iniekcjami uszkodzenia skóry, pobudzają ją do samoregeneracji i produkcji potrzebnych w tym celu substancji.

Wykorzystywane preparaty mogą mieć formę gotowych leków do mezoterapii, produkowanych pod kątem likwidacji konkretnego problemu, lub koktajli leczniczych, będących indywidualnie dobraną przez lekarza mieszanką związków leczniczych, regenerujących i odżywczych.

## Substancje wykorzystywane w mezoterapii
- Centella asiatica. Wyciąg z wąkroty azjatyckiej. Dzięki dużej zawartości taniny hamuje procesy starzenia. Pobudza syntezę kolagenu w skórze właściwej. W koktajlach leczniczych jest łączony z innymi składnikami: pirogronianem sodowym i krzemionką organiczną.
- Dekspantenol. Kwas organiczny, produkt redukcji witaminy B5. Dekspantenol w organizmie łatwo z powrotem wraca do formy witaminy, która jest składnikiem enzymu, wpływającego na regenerację struktury oraz odżywienie włosa.
- Kofeina. Trimetyloksantyna z grupy roślinnych alkaloidów purynowych. Pobudza spalanie tkanki tłuszczowej wpływając na proces lipolizy. Miejscowe podanie kofeiny zapobiega nadmiernemu pobudzeniu układu nerwowego. Stosowana w terapii cellulitu.
- Krzemionka organiczna. Organiczny związek krzemu (silanol), dobrze rozpuszczalny w wodzie. Substancja zapobiegająca starzeniu się skóry twarzy. Stosowana w mezoterapii cellulitu oraz wypadania włosów. Regeneruje tkankę łączną, stanowi jej strukturalny budulec. Wchodzi w skład elastyny, kolagenu, proteoglikanów i glikoprotein strukturalnych. Wspomaga rozwój fibroblastów (komórek produkujących m.in. kolagen).
- Kwas dezoksyrybonukleinowy. DNA to naturalny polimer zawarty w jądrze każdej żywej komórki. Wykorzystywany w terapii starzenia skóry oraz łysienia.
- Kwas hialuronowy. Przynależy do grupy kwasów mukopolisacharydowych. To naturalny wielocukier wypełniający przestrzeń międzykomórkową skóry. Łańcuchy kwasu hialuronowego są swego rodzaju molekularną gąbką - zatrzymują wodę, wypełniając przestrzenie między włóknami kolagenu. Poprawia nawilżenie skóry i redukuje zmarszczki. Usieciowaną postać kwasu hialuronowego można podać wyłącznie za pomocą mezoterapii igłowej.
- L-karnityna. Aminokwas, odpowiedzialny za właściwe spalanie tłuszczów.
- Minoksydyl. Pobudza syntezę wielocukrów (m.in. kwasu hialuronowego) i przyłączanie cysteiny do mieszków włosowych. co wydłuża fazę wzrostu włosa (anagen). Stosowany w kuracjach przeciwdziałających wypadaniu włosów. Udowodniono jego korzystny wpływ na mieszki włosowe i keratynocyty.
- Oligoelementy. Inaczej pierwiastki śladowe. Stanowią do 0,01% całkowitej masy ciała. Niezbędne niemal we wszystkich procesach fizjologicznych organizmu. Szczególnie ważna jest obecność cynku, regulującego wydzielanie łoju i działającego przeciwzapalnie. Oligoelementy stosuje się w mezoterapii skóry twarzy i włosów, w przypadkach łojotoku.
- Pirogronian sodu. Alfa-ketokwas, który stymuluje aktywność fibroblastów, zwłaszcza wytwarzanie kolagenu. Stosowany w leczeniu starzenia skóry, rozstępów, łysienia. Aktywuje proces spalania tłuszczów.
- Proteochondroityna. Związek z grupy glikozaminoglikanów. Zatrzymuje wodę w przestrzeni międzykomórkowej skóry. Poprawia nawilżenie i napięcie skóry.
- TRIAC. Inaczej tiratricol, lub kwas trójjodotyrooctowy. Reguluje spalanie tłuszczów.
- Wyciąg z karczocha zwyczajnego. Aktywnymi składnikami wyciągu są kwasy polifenolowe, m.in. cynaryna, która wpływa na przetwarzanie cukrów i tłuszczów. W połączeniu z krzemionką organiczną, wyciągiem z nostrzyka żółtego, rutyną, czy tiratricolem stosowany w leczeniu cellulitu.
- Wyciąg z nostrzyka żółtego z rutyną. Zawiera pochodne kumaryny oraz rozpuszczalną w wodzie rutynę. Działanie tych dwóch składników zapobiega powstawaniu obrzęków. Kumaryna zmniejsza przepuszczalność naczyń i chroni przed wolnymi rodnikami, zaś rutyna redukuje stany zapalne, stymuluje syntezę kolagenu w ścianie naczyniowej oraz zmniejsza jej przepuszczalność. Preparat stosuje się w terapii cellulitu dla poprawy mikrokrążenia i odpływu limfy[16][17].

## Badania kliniczne
W badaniu klinicznym z 2006 roku, 10 pacjentów poddano czterem sesjom mezoterapii twarzy w miesięcznych przerwach z użyciem roztworu multiwitaminowego oraz roztworu kwasu hialuronowego. Po przeprowadzeniu badań histologicznych, a także używając m.in. mikroskopu elektronowego pokazano, że zabieg nie prowadzi do istotnego odmłodzenia skóry twarzy, to znaczy nie ma różnicy w jej własnościach przed i po zabiegu.